# Champcevinel
Champcevinel (okzitanisch: Champ Savineu) ist eine französische Gemeinde  mit 3077 Einwohnern (Stand: 1. Januar 2022) im Département Dordogne in der Region Nouvelle-Aquitaine. Sie gehört zum Arrondissement Périgueux und zum Kanton Trélissac. Die Einwohner heißen Champcevinellois und Champcevinelloises.

## Geographie
Champcevinel ist eine banlieue im Norden von Périgueux.
Umgeben wird Champcevinel von den Nachbargemeinden Agonac im Norden, Cornille im Nordosten, Trélissac im Osten, Périgueux im Süden, sowie Château-l’Évêque im Westen.

## Bevölkerungsentwicklung
| Jahr                       | 1962 | 1968 | 1975 | 1982 | 1990 | 1999 | 2006 | 2012 | 2019 |
| Einwohner                  | 914  | 1127 | 1359 | 1697 | 2208 | 2335 | 2467 | 2783 | 2965 |
| Quellen: Cassini und INSEE |      |      |      |      |      |      |      |      |      |

## Sehenswürdigkeiten
- Kirche Saint-Marc, erbaut von 1874 bis 1877
- Schloss Borie-Petit aus dem 15. Jahrhundert, seit 1974 als Monument historique eingeschrieben
- Schloss Borie-Brut aus dem 17. Jahrhundert
- Schloss Vigneras, im 18. Jahrhundert errichtet
- Herrenhaus von Boisset aus dem 16. Jahrhundert

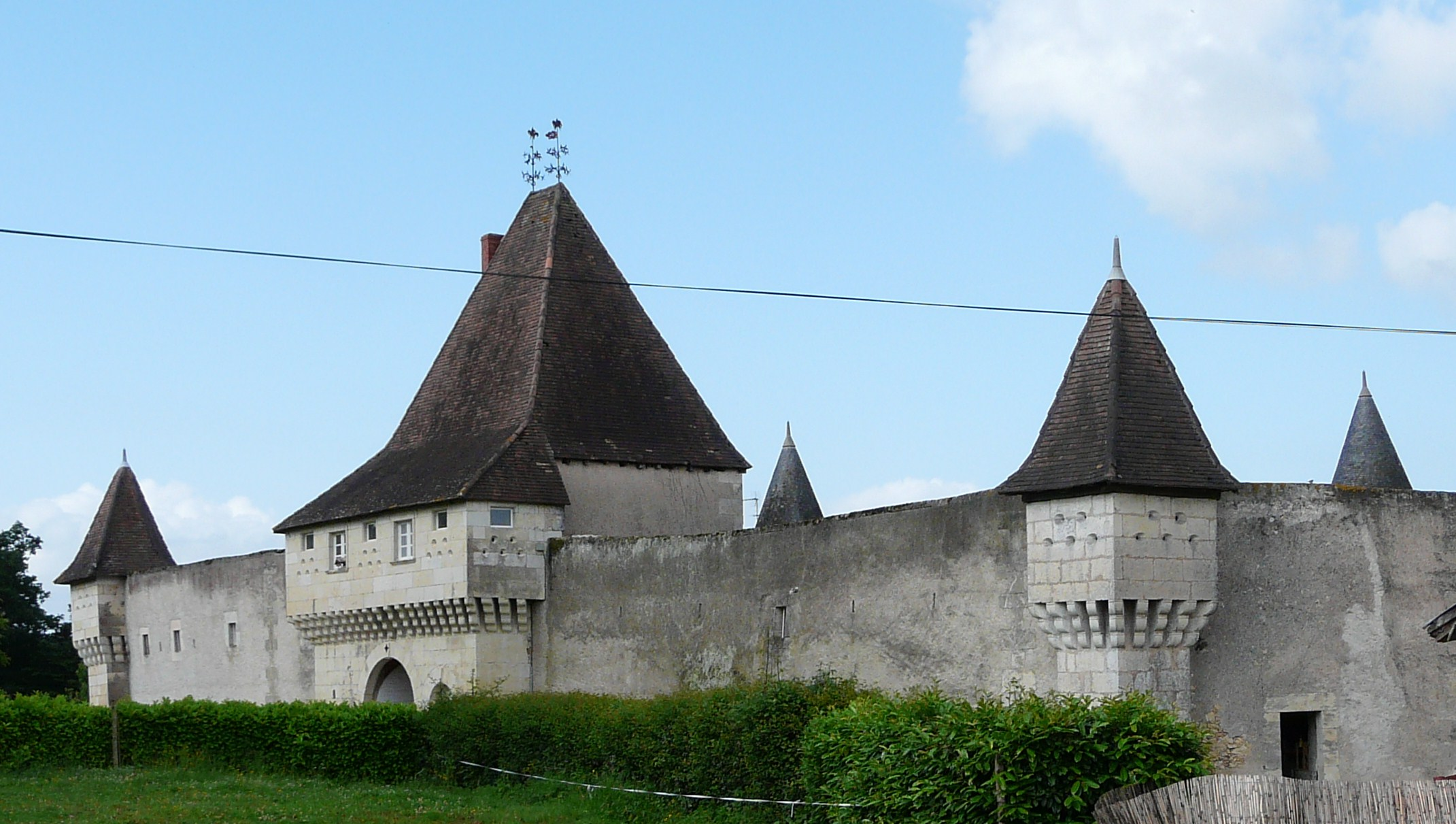
Schloss Borie-Petit
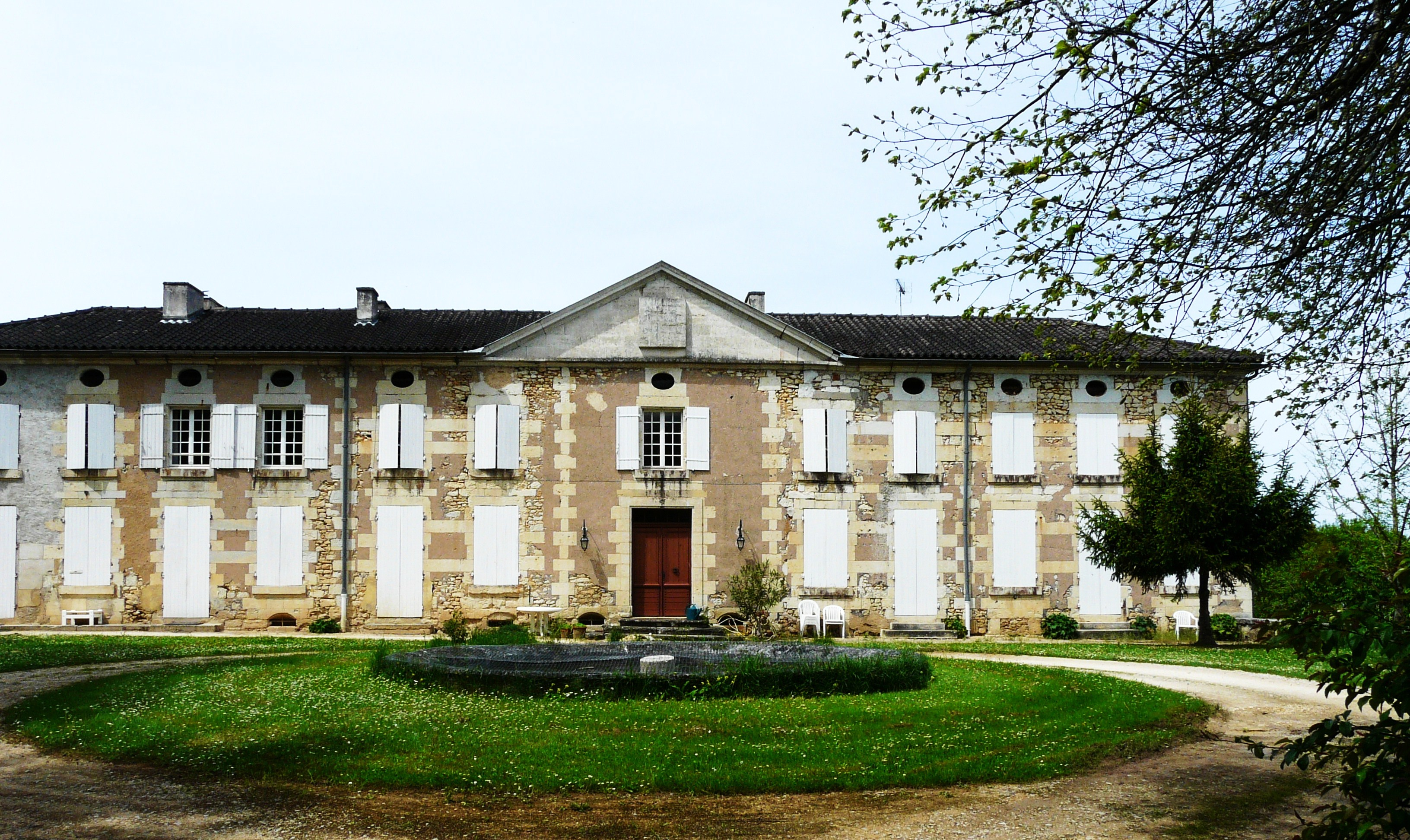
Schloss Vigneras
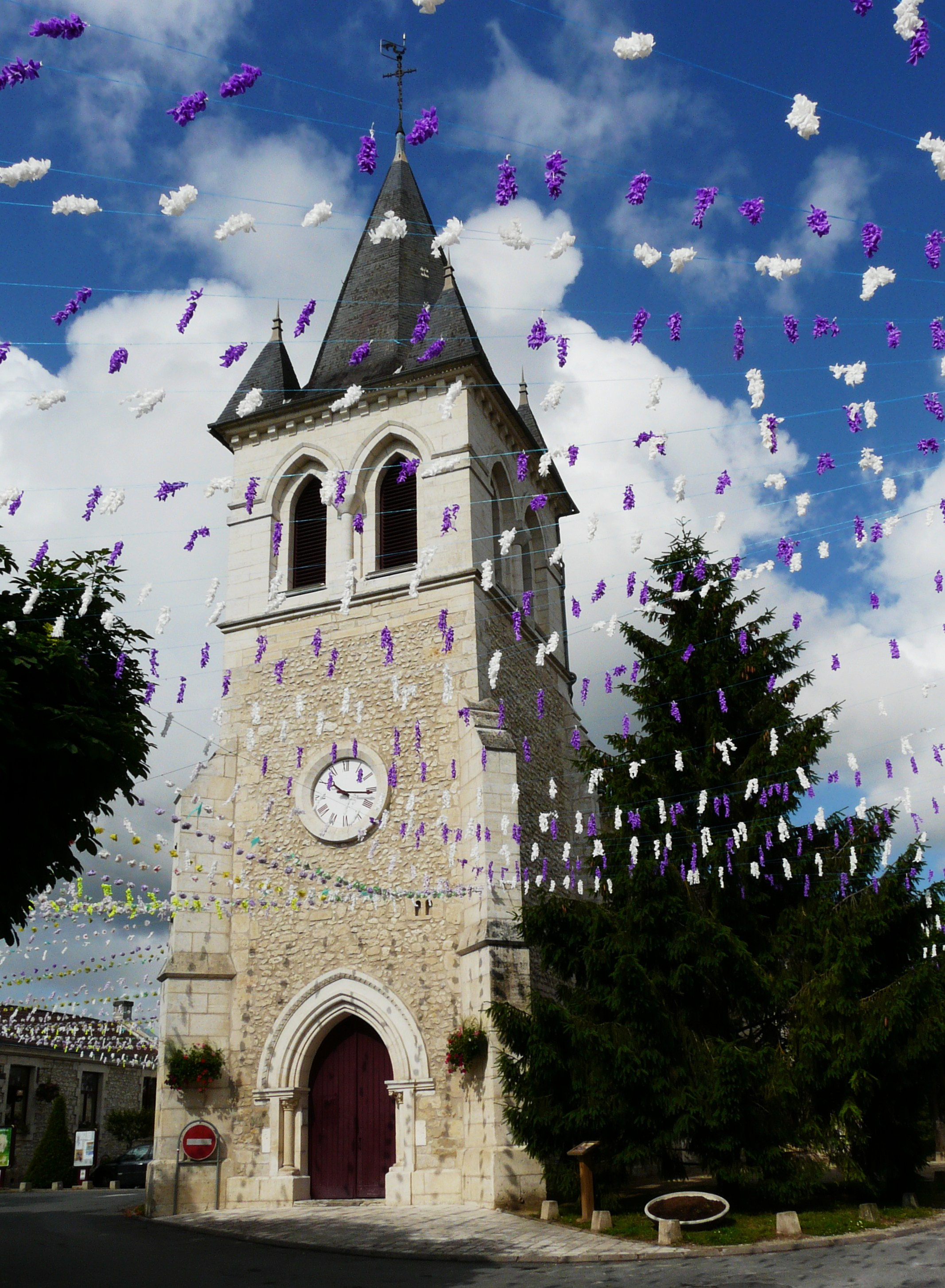
Kirche Saint-Marc
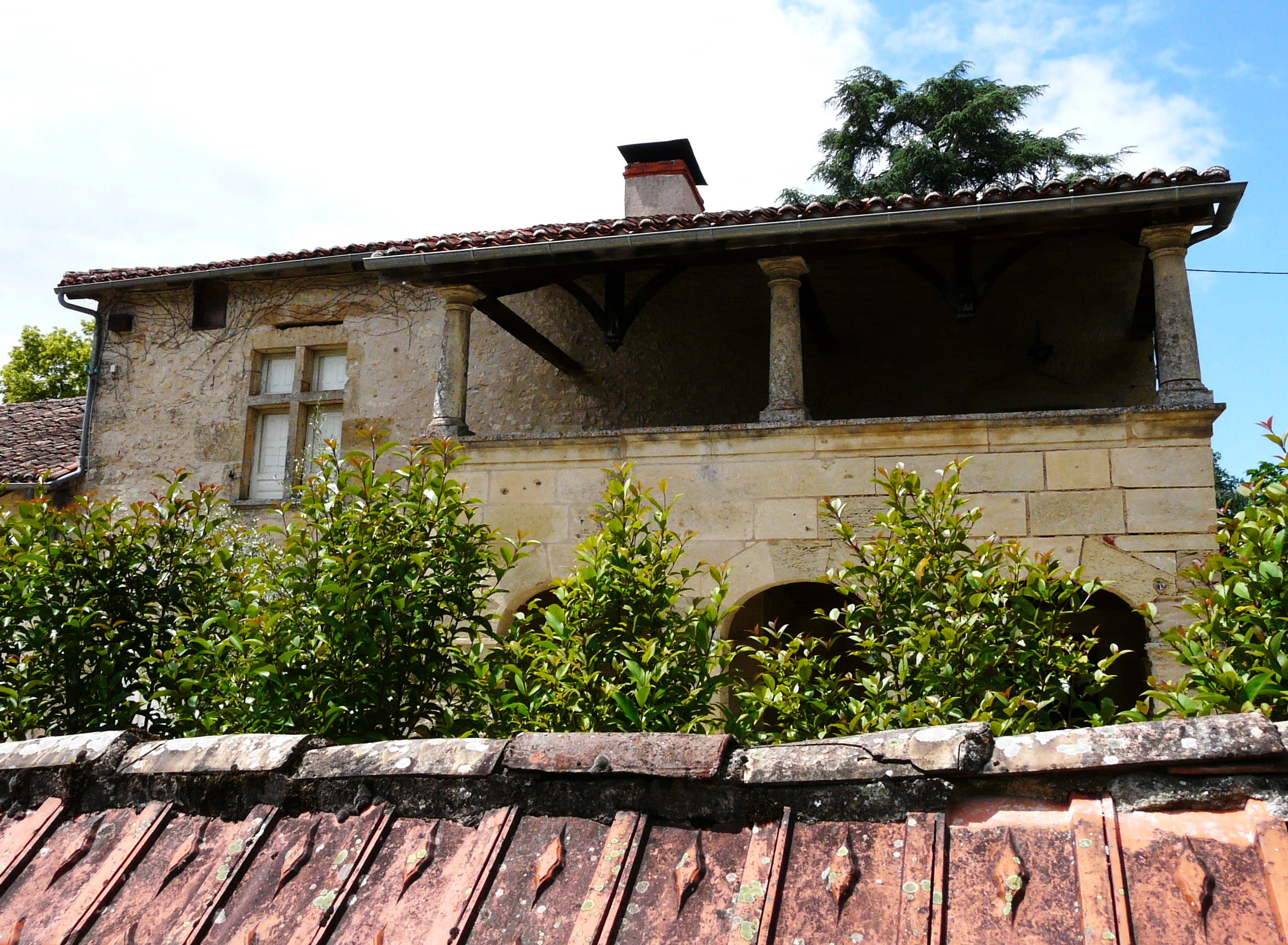
Herrenhaus Boisset

## Gemeindepartnerschaft
Mit der italienischen Gemeinde Castel Focognano in der Provinz Arezzo (Toskana) besteht seit 2002 eine Partnerschaft.